# Química dos fulerenos
A química dos fulerenos é um campo da química orgânica dedicado às propriedades químicas dos fulerenos. A pesquisa neste campo é direcionada pela necessidade de funcionalizar fulerenos e ajustar suas propriedades. Por exemplo, fulerenos são notavelmente insolúveis e a adição de um grupo apropriado pode elevar sua solubilidade. Adicionando-se um grupo polimerizável pode-se obter um polímero de fulerenos. Fulerenos funcionalizados são divididos em duas categorias: fulerenos exoédricos, com substituintes na face exterior da cadeia, e endoédricos, com moléculas aprisionadas na cadeia.

## Propriedades químicas dos fulerenos
O fulereno ou C60 tem um formato de bola de futebol (ou geometria Ih) com doze pentágonos e vinte hexágonos. De acordo com o teorema de Euler estes doze pentágonos são necessários para o fechamento da cadeia carbônica consistindo de n hexágonos e C60 é o primeiro fulereno estável por ser o menor possível que obedece esta regra. Neste estrutura nenhum dos pentágonos estão em contato entre si. Ambos C60 e seu correspondente C70 obedecem a assim chamada regra dos pentágonos isolados (RPI). O próximo homólogo C84 tem 24 isômeros RPI, dos quais vários são isolados, e outros 51568 isômeros não-RPI. Fulerenos não-RPI tem até agor sido isolados somente como fulerenos endoédricos, como o Tb3N@C84, com dois pentágonos fundidos no ápice de uma cadeia em formato oval ou como fulerenos com estabilização exoédrica, como em C50Cl10  e o reportado C60H8. Fulerenos inferiores não obedecem a regra dos pentágonos isolados.
Por conta do formato esférico da molécula os átomos de carbono são altamente piramidalizados, o que leva a vastas consequências para a reatividade. É estimado que a tensão angular constitua por volta de 80% do calor de formação. Os átomos de carbono conjugados são responsáveis por um desvio da planaridade da hibridização dos orbitais moleculares sp² e orbitais pi para um orbital sp2.27 com um aumento do caráter p. Os lobos p se estendem mais do lado de fora da superfície do que no interior da esfera e esta é uma das razões pelas quais o fulereno é eletronegativo. A outra razão é que os orbitais pi* vazios também tem um alto caráter s.
As duplas ligações no fulereno não são todas iguais. Dois grupos podem ser identificados: 30 denominadas ligações [6,6] que conectam dois hexágonos e 60 ligações [5,6] conectando um hexágono com um pentágono. Dentre as duas, as ligações [6,6] são mais curtas e com maior caráter de dupla ligação e por essa razão um hexágono é frequentemente representado como um cicloexatrieno e um pentágono como um pentaleno ou [5]radialeno. Em outras palavras, apesar dos átomos de carbono no fulereno serem todos conjugados, a superestrutura não é um composto superaromático. Os valores de comprimentos de ligação obtidos por difração de raios X são de 139,1 pm para a ligação [6,6] e 145,5 pm para a ligação [5,6].
O fulereno C60 tem 60 elétrons pi mas uma configuração de camada fechada requer 72 elétrons. O fulereno é capaz de suprir sua eletrodeficiência através de uma reação com potássio para formar primeiramente o sal 
K6C6−
60 e, posteriormente, 
K12C12−
60. Neste composto, a alternância do comprimento de ligação observada na molécula original desaparece.

## Reações de fulerenos
Fulerenos tendem a reagir como eletrófilos. Uma força direcionadora adicional é um alívo de tensão quando ligações duplas são saturadas. Um ponto importante neste tipo de reação é o nível de funcionalização, isto é, adições simples ou múltiplas e, neste último caso, suas relações topológicas (se novos substituintes agrupam-se juntos ou com certo espaçamento). Conforme com as regras da IUPAC, o termo metanofulerenos é usado para indicar desde derivados de fulerenos de cadeia fechada (ciclopropano), fuleróides e estruturas de anel aberto (metanolanuleno).

### Adição nucleofílica
Fulerenos reagem como eletrófilos em adições nucleofílicas. O carbânion intermediário formado é capturado por outro eletrófilo. Alguns exemplos de nucleófilos para tais reações são os reagentes de Grignard e os reagentes organolítico. Por exemplo, a reação de C60 com cloreto de metilmagnésio cessa quantitativamente no penta-aduto com os grupos metila centralizados em torno de um ânion ciclopentadienil que é protonado na sequência. Outra reação nucleofílica é a reação de Bingel. O fulereno reage com clorobenzeno e cloreto de alumínio em uma reação de Friedel-Crafts. Nesta hidroarilação o produto formado é o aduto 1,2 de adição (Ar-CC-H).

### Reações pericíclicas
As ligações [6,6] dos fulerenos reagem como dienos ou dienófilos em cicloadições, como por exemplo em reações de Diels-Alder. Anéis de quatro membros podem ser obtidos por [2+2]cicloadições, por exemplo, com benzino. Um exemplo de uma cicloadição 1,3-dipolar para formação de um anel de cinco membros é a reação de Prato.

### Hidrogenação
Fulerenos são facilmente hidrogenados por vários métodos. Alguns exemplos de hidrofulerenos são C60H18 e C60H36. Entretanto, a espécie totalmente hidrogenada C60H60 é apenas hipotética por conta de sua alta tensão. Fulerenos altamente hidrogenados não são estáveis, haja vista que hidrogenações prolongadas de fulerenos levam a colapsos da estrutura esférica com formação de hidrocarbonetos policíclicos aromáticos.

### Oxidação
Apesar de ser mais difícil de ocorrer que a redução, a oxidação de fulerenos é possível, como na reação com oxigênio e tetróxido de ósmio.

### Hidroxilação
Fulerenos podem ser hidroxilados para fulerenóis ou fuleróis. A solubilidade em água depende do número total de grupos hidroxila que podem se ligar. Um método para este processo é a reação em ácido sulfúrico diluído com nitrato de potássio para formar C60(OH)15. Outro método é a reação em hidróxido de sódio diluído catalisada por hidróxido de tetrabutilamônio (TBAH), resultando na adição de 24 a 26 grupos hidroxila. Também foi reportada a hidroxilação usando NaOH livre de solvente em peróxido de hidrogênio. C60(OH)8 foi preparado através de um processo de múltiplas etapas a partir de um peróxido misto de fulereno. O número máximo de grupos hidroxila que podem ser adicionados (método do peróxido de hidrogênio) está entre 36 e 40.

### Adição eletrofílica
Fulerenos também reagem em adições eletrofílicas. A reação com bromo pode adicionar mais de 24 átomos de bromo na esfera. O máximo já alcançado em uma adição de átomos de flúor foi no produto C60F48. De acordo com predições in silico o até agora elusivo C60F60 pode conter alguns de seus átomos de flúor em posições endo (apontando para dentro) e podem se assemelhar mais com um tubo do que com uma esfera.

### Retroadições
Protocolos tem sido investigados para a remoção de substituintes via retroadições depois de servirem a seus propósitos. Como exemplos seguem a retrorreação de Bingel e a de Prato.

### Adições de carbenos
Fulerenos reagem com carbenos para formar metanofulerenos. A reação de fulereno com diclorocarbeno (produzido em uma pirólise de tricloroacetato de sódio) foi reportada pela primeira vez em 1993. Uma adição simples ocorre em uma ligação [6,6].

### Adições radicalares
Fulerenos podem ser considerados varredores de radicais. Com um simples radical de hidrocarboneto como o radical t-butila, obtido por termólise ou fotólise a partir de um percursor adequado, o radical tBuC60 formado pode ser estudado. O elétron desemparelhado não se deslocaliza por toda a esfera, mas ocupa posições nas vizinhanças do substituinte tBu.

## Fulerenos como ligantes
Fulereno é um ligante em química organometálica. A ligação dupla [6,6] é elétron-deficiente e normalmente forma ligações metálicas com hapticidade η = 2. Modos de ligação como η = 5 ou η = 6 podem ser induzidos por modificação da esfera de coordenação. C60 reage com hexacarbonilo de tungstênio W(CO)6 gerando o complexo (η²-C60)W(CO)5 em hexano sob luz solar direta.

## Variações

### Fulerenos de gaiola aberta
Uma parte da pesquisa em fulerenos é dedicada aos chamados fulerenos de gaiola aberta, nos quais uma ou mais ligações são removidas quimicamente, expondo um orifício. Deste modo é possível inserir pequenas moléculas dentro da estrutura, tais como hidrogênio, hélio ou lítio. O primeiro fulereno de gaiola aberta foi reportado em 1995. Nos fulerenos endoédricos de hidrogênio a abertura, a inserção do hidrogênio e o fechamento já foram demonstrados.

### Heterofulerenos
Em heterofulerenos ao menos um átomo de carbono é substituído por outro elemento. Baseado em espectroscopia, substituições foram reportadas com boro (borofulerenos), nitrogênio (azafulerenos), oxigênio, arsênio, germânio, fósforo, silício, ferro, cobre, níquel, ródio  e irídio. Heterofulerenos isolados foram reportados apenas para os baseados em nitrogênio e oxigênio.

### Dímeros de fulerenos
O fulereno C60 dimeriza em uma cicloadição convencional [2+2] gerando C120 no estado sólido por mecanoquímica (trituração por vibração de alta velocidade) com cianeto de potássio como catalisador. O trímero também foi reportado usando 4-aminopiridina como catalisador (4% de rendimento) e observado por microscopia de corrente de tunelamento como monocamada.

## Síntese
Apesar do procedimento de síntese de C60 ser bem descrito (geração de uma grande corrente entre dois eletrodos de grafite próximos em uma atmosfera inerte), um estudo de 2002 descreveu uma síntese orgânica do composto a partir de compostos orgânicos simples.
Na etapa final um grande hidrocarboneto policíclico aromático constituído de 13 hexágonos e três pentágonos foi submetido a uma pirólise a vacuo instantânea a 100ºC e 0,01 Torr. As três ligações carbono-cloro serviram como incubadoras de radicais livres e a bola foi costurada em uma sequência certamente de reações radicalares. O rendimento químico foi baixo: 0,1 a 1%. Um pequeno percentual de fulerenos é formado em qualquer processo que envolva queima de hidrocarbonetos (por exemplo, a queima de uma vela). O rendimento através de um método de combustão é frequentemente maior que 1%. O método proposto acima não oferece nenhuma vantagem para a síntese de fulerenos comparado com o método de combustão usual e, portanto, a síntese orgânica de fulerenos continua sendo um mistério para a química.
Um experimento similar que visava a construção de uma gaiola de C78 em 2008 (mas sem se utilizar de precursores halogenados) não resultou em um rendimento suficiente, mas ao menos a introdução de defeitos de Stone Wales pôde ser posta em prática. A síntese de C60 através de um precursor de fulereno fluorado foi reportada em 2013.

## Purificação
A purificação de fulerenos é o processo de obtenção de um fulereno livre de contaminação. Na produção de fulerenos, misturas de C60, C70 e homólogos superiores são formadas. A purificação de fulerenos é central para a ciência destes compostos e determina os preços e o sucesso das aplicações práticas dos mesmos. O primeiro método de purificação disponível para C60 foi a cromatografia líquida de alta eficiência (sigla em inglês: HPLC), a partir da qual pequenas quantidades puderam ser geradas com alto custo.
Um método prático de escala laboratorial para a purificação de fuligem rica em C60 e C70 começa com a extração em tolueno seguida por uma filtração em papel. O solvente é evaporado e o resíduo (a fração da fuligem solúvel em tolueno) é redissolvida em tolueno e submetida à cromatografia em coluna. C60 elui primeiro com a cor violeta e C70 é o próximo com coloração marrom-avermelhada.
No processamento em nanotubos o método de purificação estabelecido para a remoção de carbono amorfo e metais é por oxidação competitiva (frequentemente em uma mistura de ácido sulfúrico e ácido nítrico). Assume-se que esta oxidação gera grupos oxigenados (hidroxila, carbonila e carboxila) na superfície do nanotubo, a qual os estabiliza eletrostaticamente em água e que podem ser usadas posteriormente em funcionalização química. Um artigo revela que grupos oxigenados na verdade se combinam na parede do nanotubo com contaminantes de carbono absorvidos pela mesma e podem ser removidos com uma simples lavagem. Reporta-se que os nanotubos lavados tem razão D/G reduzida, indicativa de menor funcionalização, e a ausência de oxigênio é também aparente em espectroscopia de infravermelho e em espectroscopia fotoeletrônica de raios X.

### Estratégias experimentais de purificação
Uma estratégia de purificação em escala de quilogramas foi demonstrada por Nagata et al. Neste método, C60 foi separado de uma mistura de C60, C70 e compostos de fulerenos superiores por adição do composto amidínico DBU em uma solução da mistura em 1,2,3-trimetilbenzeno. Uma vez que DBU reage apenas com fulerenos C70 e superiores, os produtos desta reação podem ser separados por filtração. C60 não tem qualquer afinidade com DBU e são subsequentemente isolados. Outros compostos diamínicos como trietilenodiamina (DABCO) não compartilham da mesma seletividade.
C60, mas não C70, forma um composto de inclusão com ciclodextrina (CD). Um método de separação para ambos os fulerenos baseado nesse princípio é possível ancorando ciclodextrina em partículas de ouro coloidal através de uma ponte dissulfeto. O composto Au/CD é muito estável e solúvel em água e extrai seletivamente C60 da mistura insolúvel após refluxo por alguns dias. O componente fulerênico C70 é então removido por simples filtração. O C60 é expulso do composto Au/CD por adição de adamantol, o qual possui uma maior afinidade pela cavidade de ciclodextrina. O composto de Au/CD é completamente reciclado quando o adamantol, por sua vez, é expulso por adição de etanol e este, por sua vez, removido por evaporação; 50 miligramas de Au/CD captura 5 mg do fulereno C60.